# Nothing Records
Nothing, skivbolag som ligger som underbolag till Interscope. Trent Reznor skapade Nothing med tillåtelse av Interscope som var hans bolag vid tillfället. Han gjorde så dels för att få någonting mera att göra, dels för att sprida den musik han fann intressant till folket.
Den första grupp som skrev under för bolaget var ett dekadent band från Florida som redan skapat sig ett undergroundrykte, nämligen Marilyn Manson.